# Концепція Бобат
Нейророзвивальна терапія, або Бобат-терапія — концепція ведення  фізичної реабілітації пацієнтів з органічними ураженнями мозку (дитячим церебральним паралічем або інсультом).

## Історія
Значний внесок у розвиток методів реабілітації ДЦП внесли Берта і Карел Бобат. Ще в 40-х роках XX століття вони почали розробляти свій підхід, який базувався на клінічних спостереженнях Берти Бобат. Їхні погляди знаходилися під впливом наявної на той час теорії рефлекторного та ієрархічного дозрівання нервової системи. Завдяки своїм публікаціям, лекцій та курсам, які інтенсивно проводили як вони особисто, так і їхні учні, Бобат-концепція, відома також як «Нейро-розвивальна терапія» (англ. Neuro Developmental Treatment, NDT) широко поширилася по всьому світу і зробила істотний вплив на загальний розвиток принципів реабілітації дітей з ДЦП після другої світової війни.
88% фізичних реабілітологів у Великій Британії використовують концепцію Бобат для ведення пацієнтів з інсультом.[джерело?]

## Теоретичне підґрунтя
Згідно з Бобат, моторні проблеми при церебральному паралічі виникають внаслідок ураження центральної нервової системи. При цьому порушується розвиток постуральних антигравітаційних механізмів, сповільнюється і спотворюється нормальний моторний розвиток дитини.
Метою відновного лікування цих дітей є стимуляція нормального моторного розвитку та профілактика виникнення контрактур і деформацій.
Нейро-розвивальний підхід Бобат був спрямований на сенсомоторні компоненти м'язового тонусу, рефлексів, патологічних рухових моделей, постурального контролю, органів почуттів, сприйняття і пам'яті — тобто на ті компоненти, що найбільш ймовірно порушуються при ураженні центральної нервової системи.
Основою підходу було застосування спеціальних положень тіла дитини, прийомів догляду за нею, які контролювали сенсорні стимули до нервової системи. Вони використовувалися як для зниження спастики м'язів, патологічних рефлексів і патологічних рухових моделей, так і для створення нормального м'язового тонусу, реакцій рівноваги й правильних рухових моделей. Дитина була порівняно пасивним реципієнтом нейро-розвивального лікування. Нормальна послідовність моторного розвитку вважалася одним з основних теоретичних постулатів.
З часом, завдяки своєму особистому досвіду, а також завдяки новим досягненням нейрофізіології, Бобат дещо змінили свій підхід і змістили акценти на інші аспекти лікування. У своїй останній публікації в 1984 році вони описали, як змінювалися основні теоретичні засади їх концепції.
Спочатку вони відстоювали необхідність ставити дитину в спеціальні «положення, що пригнічують патологічні рефлекси». Хоча перебування дитини в цих положеннях і приводило до зниження спастики, але Бобат згодом прийшли до висновку, що це зниження тонусу тимчасове і не зберігається при виконанні дитиною інших рухів.
Надалі вони підкреслювали важливість впливу на «ключові точки контролю». При цьому вплив фізіотерапевта (фізичного реабілітолога) проводилося під час рухової активності дитини й було спрямоване на придушення патологічних рухових моделей і стимулювання розвитку більше правильних рухів.

## Дослідження щодо ефективності концепції
Починаючи з 2000 років у світі почались рандомізовані клінічні випробування ефективності Концепції Бобат.
У 2013 році вийшов систематичний огляд який вивчав ефективність застосування Концепції Бобат у дітей з ДЦП.  В результаті проведеного дослідження було встановлено неефективність застосування Концепції Бобат у дітей з ДЦП. Автори дійшли висновку про шкідливість застосування цієї концепції у дітей з ДЦП.
У 2014 році вийшов систематичний огляд який аналізував ефективність Концепції Бобат після інсульту. В результаті проведеного дослідження було також підтверджено неефективність застосування Концепції Бобат у людей після інсульту.
Таким чином у більшості[джерело?] розвинутих країн відмовились[джерело?] від застосування цієї концепції. Відбувається поширення її у країнах Східної Європи.[джерело?]

## Основа концепції
За концепцією Бобатів фізична реабілітація дитини з ДЦП повинна проходити у такій послідовності, у якій протікає нормальний розвиток дитини: спочатку тримання голови, потім перевертання, далі сидіння, далі рачкування, далі стояння, далі ходьба, біг, стрибки…
Відповідно до цієї концепції фізичний реабілітолог визначає рівень на якому знаходиться дитина і скеровує зусилля для досягнення наступного рівня (наприклад, дитина вміє рачкувати — тренувати м'язи спини, рівновагу та вчити сидіти).